# Jane Withers
Jane Withers (* 12. April 1926 in Atlanta, Georgia; † 7. August 2021 in Burbank, Kalifornien) war eine US-amerikanische Schauspielerin, die in den 1930er-Jahren zum berühmten Kinderstar avancierte.

## Leben
Jane Withers wurde als Einzelkind von Walter und Lavinia-Ruth Withers geboren und lebte die ersten Lebensjahre in Atlanta. Schon früh zeigte Jane das Interesse an der Schauspielerei. Im Alter von drei Jahren nahm sie bereits Sing- und Tanzunterricht und gewann, noch keine fünf Jahre alt, einen Amateurkontest. Als Hauptpreis erhielt sie eine eigene, jeden Samstag am Morgen ausgestrahlte Radiosendung auf WGST, die mit und für Kinder konzipiert war.
1932 zog die Familie nach Los Angeles, wo Jane noch im selben Jahr erste Rollen in Spielfilmen übernahm. Handle with Care des Regisseurs David Butler war ihr Filmdebüt, worauf weitere kleine Rollen folgten. Ihren Durchbruch erzielte sie 1934 mit dem Film Bright Eyes an der Seite der zwei Jahre jüngeren Shirley Temple. Hier spielte sie eine denkwürdige Nebenrolle als verzogenes Mädchen, das mit Vorliebe ihre Puppen zerstört oder ihren im Rollstuhl sitzenden Onkel ärgert. Der Auftritt in Bright Eyes begeisterte so sehr, dass die Produzenten der 20th Century Fox Withers ihre eigene Filmreihe gaben. In der Filmkomödie Ginger von 1935 verkörperte Withers bereits die Haupt- und Titelrolle. Withers avancierte rasch zu einem gefragten Kinderstar, der bis Ende der 1940er-Jahre in über 40 Spielfilmen zu sehen war. Ihre Wochengage betrug zeitweise 2000 Dollar. Im Gegensatz zu Temple, dem anderen großen Fox-Kinderstar, spielte Withers vor allem burschikose und manchmal freche Mädchen. Ihre Beliebtheit beim Publikum ließ sie mehrmals in der Liste der beliebtesten Schauspielerinnen erscheinen, im Jahr 1937 stand sie etwa auf Platz 6 der an den Kinokassen erfolgreichsten Filmstars. Ihre Eltern erlaubten sogar, dass Janes Kopf als Vorlage für eine Mädchenpuppe verwendet wurde. Sie lernte W. C. Fields, aber auch den amtierenden US-Präsidenten Franklin D. Roosevelt kennen. Letzterer war begeistert von einer Imitation, die Withers von ihm in einer Wochenschau gemacht hatte, und schenkte ihr eine Puppe.
Im Verlauf des Zweiten Weltkriegs unternahm Withers zahlreiche Tourneen durch die USA, sang auf Militärbasen, verkaufte ihre 3.500 Stück starke Puppensammlung, die sie als Kind von Fans bekommen hatte, und spendete das Geld der United States Army. Jane Withers erlitt jedoch mit zunehmendem Alter das Schicksal vieler Kinderstars in Hollywood: zwar konnte sie sich bis in die 1940er-Jahre noch einige Hauptrollen in günstiger produzierten Filmen bei Republic Pictures sichern, das Interesse an ihr ebbte jedoch allmählich ab. Ab Mitte der 1950er-Jahre stand sie fast ausschließlich in Fernsehserien vor der Kamera, darunter The Munsters, Hart aber herzlich und Love Boat. Eine Ausnahme war ihre Nebenrolle als Vashti Snythe im Filmepos Giganten an der Seite von Rock Hudson, Elizabeth Taylor und James Dean – mit letzterem freundete sie sich an und wusch am Filmset jeden Tag dessen Lieblingsshirt, auch an dem Tag, als er durch einen Autounfall starb. Ab den 1960er-Jahren machte sie wieder auf sich aufmerksam, als sie mit der Figur "Josephine the Plumber" (Josephine die Klempnerin) in vielen Fernsehspots für das Reinigungsmittel Comet Werbung machte. Diese in den USA beliebte Werbefigur spielte sie über zehn Jahre. Zu ihren letzten Arbeiten im Filmgeschäft zählte die Stimme der Laverne in dem Disney-Film Der Glöckner von Notre Dame (1996) und dessen Fortsetzung (2002).
Privat musste sie einige Schicksalsschläge hinnehmen. Im September 1947 heiratete sie den texanischen Ölmagnaten William P. Moss, junior. Aus der Ehe gingen drei Kinder hervor. Im Juni 1954 erfolgte nach acht Ehejahren die Scheidung. Ein Jahr später, 1955, heiratete sie den Entertainer und Schauspieler Kenneth Errair, mit dem sie zwei weitere Kinder bekam. Im Juni 1968 kam Errair bei einem Flugzeugabsturz in Kalifornien ums Leben. Ihr Sohn Walter Randall Moss starb im Januar 1986 kurz nach seinem 34. Geburtstag an Krebs.
Im Alter galt Jane Withers in Los Angeles als Charity-Lady, die sich stark im Wohltätigkeitsbereich engagierte. Auch war sie als Fotografin tätig und ist Autorin einiger Bildbände. Withers galt bei ihrem Tod im August 2021 im Alter von 95 Jahren als einer der letzten lebenden Filmstars aus Hollywoods 1930er-Jahren.

## Filmografie (Auswahl)
- 1932: Handle with Care
- 1933: Zoo in Budapest
- 1933: Mary Stevens, M. D.
- 1934: Das ist geschenkt (It’s a Gift)
- 1934: Imitation of Life
- 1934: Lachende Augen (Bright Eyes)
- 1935: The Farmer Takes a Wife
- 1935: Redheads on Parade
- 1935: Die gute Fee (The Good Fairy)
- 1935: Paddy O’Day
- 1936: Little Miss Nobody
- 1937: Checkers
- 1937: Wild and Woolly
- 1938: Keep Smiling
- 1939: Der Frechdachs von Arizona (The Arizona Wildcat)
- 1939: Pack Up Your Troubles
- 1940: High School
- 1940: Shooting High
- 1941: Her First Beau
- 1942: Johnny Doughboy
- 1943: The North Star
- 1944: My Best Gal
- 1947: Danger Street
- 1956: Giganten (Giant)
- 1961: The Right Approach
- 1963: Captain Newman (Captain Newman, M.D.)
- 1964/1966: Die Munsters (The Munsters; Fernsehserie, zwei Folgen)
- 1980: Love Boat (Fernsehserie, eine Folge)
- 1981: Hart aber herzlich (Hart to Hart; Fernsehserie, Folge Mörder im Sattel)
- 1991/1993: Mord ist ihr Hobby (Murder, She Wrote; Fernsehserie, zwei Folgen)
- 1996: Der Glöckner von Notre Dame (The Hunchback of Notre Dame, Sprecherin)
- 2002: Der Glöckner von Notre Dame 2 (The Hunchback of Notre Dame II, Sprecherin)

## Auszeichnungen
- 1960: Stern auf dem Hollywood Walk of Fame (Kategorie: Film)
- 1980: Young Artist Award: Former Child Star Lifetime Achievement Award